# 兮甲盤
兮甲盤為西周晩期一青銅禮器，又称兮田盘、兮伯盘，是南宋宮廷舊藏中唯一傳世的西周青銅器，也是中国国宝级文物。現為刘益谦私人收藏。

## 盤體
高11.7厘米、直径47厘米。敞口浅腹，窄沿方唇，内底微向下凹帶有133字銘文，一对附耳高出盘口，两耳各有一对横梁与盘沿连接，圈足残缺。腹部饰窃曲纹，耳内外均饰重环纹。是汉代到宋代其间出土的商周青铜器中唯一流传至今的一件瑰宝，盘铸造于周宣王五年（公元前823年），年代明确。

銘文：
隹五年三月既死霸庚寅，王初格伐玁狁於（余吾），兮甲從王，折首執訊，休亡敃(愍)，王賜兮甲馬四匹、軥車，王令甲政（征）司（治）成周四方責（積），至於南淮夷，淮夷舊我帛畮（賄）人，毋敢不出其帛、其責（積）、其進人，其賈，毋敢不即次（師）即市，敢不用命，則即刑撲伐，其隹我諸侯、百姓，厥賈，毋不即市，毋敢或（有）入蠻宄賈，則亦刑。兮伯吉父作盤，其眉壽萬年無疆，子子孫孫永寶用。
铭文大意是说：在周宣王五年三月，国王亲自率兵讨伐玁狁，兮甲随王出征，杀敌执俘，荣立战功，宣王赏赐给兮甲马四匹车一辆。又命令兮甲掌管成周及四方的交纳粮赋。南淮夷本来就是顺从周王朝的贡纳之臣，不敢不缴纳贡赋，不敢不运送通商货物，否则将兴兵讨伐。凡属南淮夷来的人，必须到指定的地方留住；做买卖的商人，必须到政府管理的市场营业，胆敢不服从周王的命令，则受刑罚处置。周王朝属下的诸侯、百姓做买卖，胆敢不到市场上去，胆敢擅自接纳蛮夷的奸商，也要受到严厉的惩罚。

## 概述

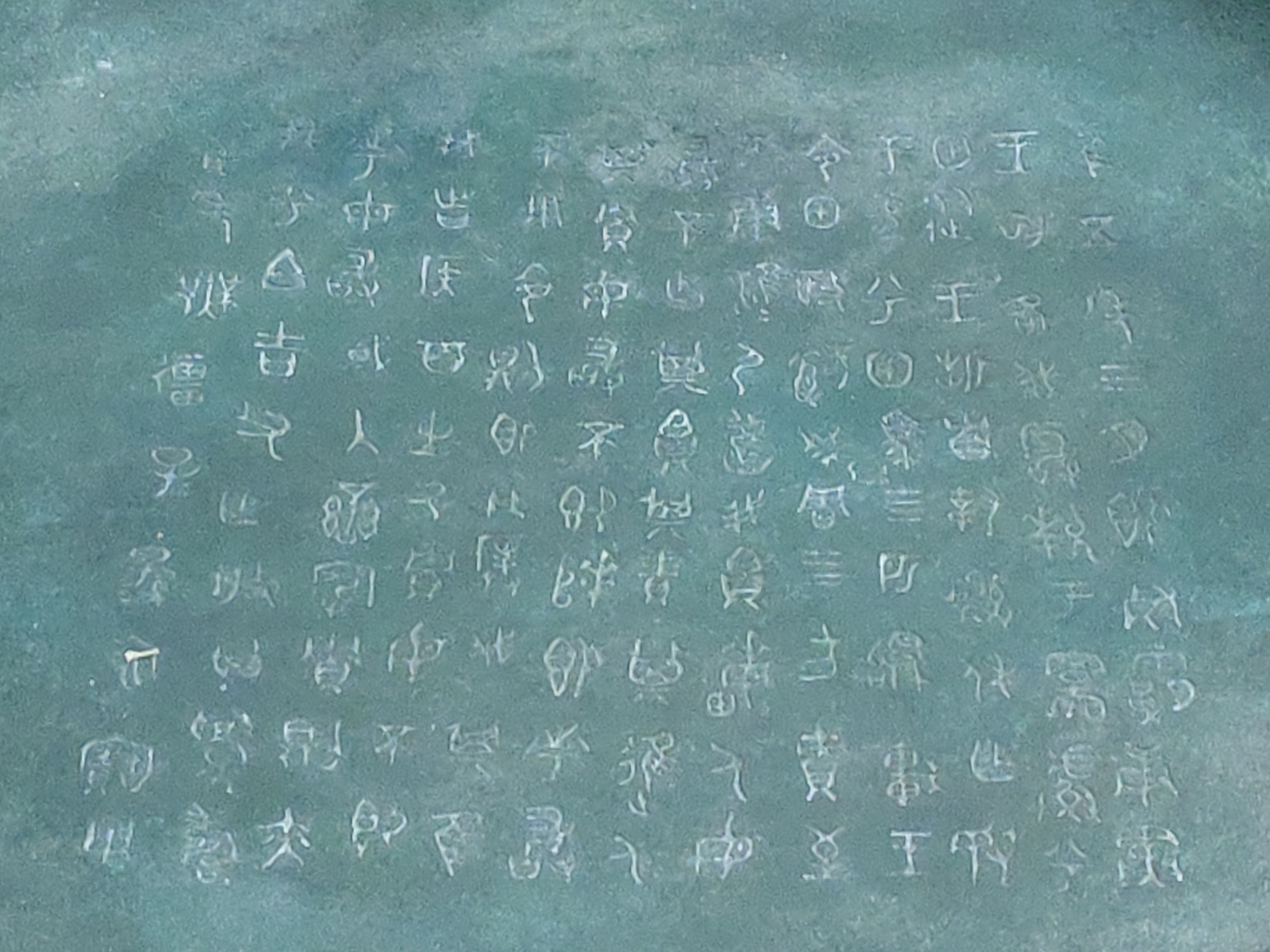
兮甲盘铭文（复制品）

珍貴之處在於其內底133字的長篇銘文，補足了很多史料缺遺，銘文所記內容，人事時地物齊全，銘文記有周宣王攻玁狁之戰的戰爭，與南淮夷的貢賦關係，詔令諸侯百姓進行貿易的命令等，對研究西周王朝與少數部族的關係，西周的賦稅制度、市場管理等方面，均具有重要價值。南宋初年即有關於此盤研究與著录，其出版、著录、论述的书籍多达百种，銘文拓片廣為流傳。清末民初的國學大師王国维評價说：“此种重器，其足羽翼经史，更在毛公诸鼎之上。”
其記載內容補足了四大方面：
- 兮甲跟随周王北伐匈奴获胜。较兮甲盘稍晚几年的另一件青铜盘“虢季子白盘”，同样记录北伐之事，是国家博物馆镇馆之宝。
- 兮甲治理南淮夷，维护了王朝东南边疆的稳定。
- 兮甲监督贡赋规范商贸，严明法律，有序治國开启了西周中兴。
- 南淮夷向周的进贡主要是丝织品，线路自黄淮到陕西，是早期丝绸之路。[4]

依據傳世文獻，兮甲盤器主兮甲就是尹吉甫，是當時的軍事家、政治家和大詩人。他是「詩經」的主要編纂人被認作「詩祖」也就是《诗·小雅·六月》“文武吉甫，万邦为宪”中的吉甫。輔助周宣王中興周朝，尹吉甫奉周宣王命與南仲出征獫狁，獲大勝，反擊到太原（今山西太原西南）附近。後又發兵南征，對南淮夷征取貢物。
兮甲盤出土於宋代，南宋時藏於紹興內府，南宋末年戰亂此盤流落不知所終，後元朝大書法家鮮于樞在僚屬李順父家發現此盤，將之收藏，清朝又入保定官庫。清末民初後為金石學大收藏家陳介祺持有，之後下落又成謎，有一說法流落至日本书道博物馆，但經鑑定是贗品。
時至2010年旅居美國的一華人在美國拍賣會上意外捕捉到「兮甲盤」，以重金買下。2014年11月在武漢舉行的一場「中國（湖北）文化藝術品博覽會」展出這件海外輾轉歸來的兮甲盤，其中過程曲折離奇不為外界所知，多位大陸國家文物鑒定委員會專家進行鑒定，認定這就是失傳已久的西周重器「兮甲盤」真品，終於千秋重器再現於世。
2017年7月15日晚9点，在杭州西泠春季拍卖会“南宋宫廷旧藏西周重器国宝兮甲盘专拍暨中国青铜器专场”上以2.1275亿元人民币成交拍出，而后由刘益谦收藏。
2025年3月22日，刘益谦的私人美术馆龙美术馆向公众开办“天地大观——跨越时光的文明印记”特展，展出两百多件（套）珍贵文物，其中包括兮甲盘，这也是兮甲盘在博物馆的首次公开展出。
可考的兮甲盘收藏序列包括：
- 南宋出土後宫廷紹興內府收藏
- 元朝官員家屬李顺父收藏
- 元朝大書法家鲜于枢收藏
- 清朝保定官府收藏
- 清朝後金石學大家陈介祺收藏
- 暫未公開姓名的美國華人藏者
- 中国大陆富豪刘益谦收藏